# Jando

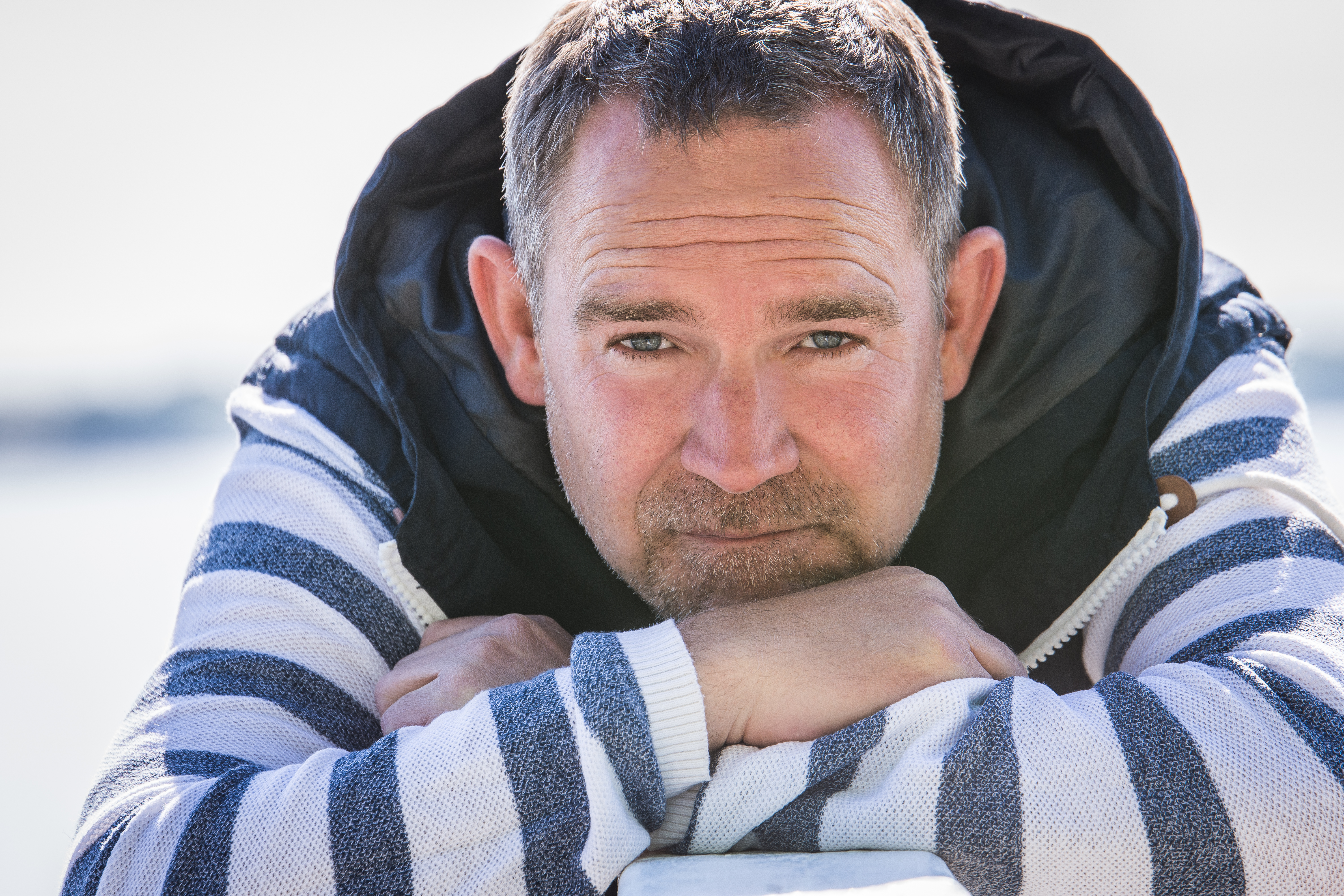
Schriftsteller Jando (2018)

Jens Koch (* 16. Juli 1970 in Oldenburg (Oldb)) ist ein deutscher Drehbuchautor und Schriftsteller im Bereich Belletristik, der unter dem Pseudonym Jando bekannt wurde.

## Leben
Jens Koch lernte in der Gastronomie. Er holte über den zweiten Bildungsweg das Abitur nach und studierte an der Carl von Ossietzky Universität Oldenburg Germanistik, Sport und Geschichte auf Lehramt. In dieser Zeit schrieb er seine ersten Essays, Gedichte und Kurzgeschichten, die in Anthologien veröffentlicht wurden.
1998 ging er nach Köln, wo er bei der Tochterfirma von RTL Television, creatv Fernsehproduktions GmbH, ein Volontariat als Aufnahmeleiter machte. Zwei Jahre später absolvierte er bei RTL ein Volontariat zum Redakteur.
2002 veröffentlichte Koch unter seinem Realnamen sein erstes Buch „Windträume“ bei einem Druckkostenzuschussverlag. Aufgrund schlechter Erfahrungen mit dem Dienstleister kündigte er den Vertrag. Von 2002 bis 2008 arbeitete er als Creative Director bei der Full-Service Agentur 4 magic events in Bremen.
2010 erschien Jandos erstes Buch und Hörbuch „Windträume…eine wundersame Reise zu sich selbst“ bei einem regulären Verlag. In der Weihnachtsausgabe 2011 am Heiligabend wurde seine Kurzgeschichte „Sternenreiter“ in der Nordwest-Zeitung publiziert. Aus der Kurzgeschichte entstand das moderne Märchen „Sternenreiter – Kleine Sterne leuchten ewig“, welches 2012 als gebundene Ausgabe veröffentlicht wurde.
2013 sicherte sich der südkoreanische Verlag Penguin Cafe Publishing die Rechte an dem Buch „Sternenreiter“. 2016 wurde der Titel auf dem südkoreanischen Buchmarkt veröffentlicht. In der Weihnachtszeit 2014 publizierte die Nordwest-Zeitung ganzseitig Jandos Kurzgeschichte „Die kleine Weihnachtsbäckerei“. Die Bild-Zeitung veröffentlichte 2017 das gleichnamige Hörbuch der Geschichte. In ihrer Printausgabe wiesen sie darauf hin, dass die Weihnachtsgeschichte als Podcast auf ihrer Webseite angehört werden kann.
Sozial engagiert sich Jando für die Kinderhilfsorganisation Ein Herz für Kinder, NCL-Stiftung und für die Tierrechtsorganisation PeTA. Jando lebt in Bad Zwischenahn. Seine Mutter war die Autorin Hilka Koch (1938–2020).

## Auszeichnungen
- 2014: Inspiration für andere Menschen mit dem „Sternenreiter“, nominiert für den Orbanism Award[10]
- 2021: Ehrung für seine ehrenamtliche Tätigkeit und Gründung der Initiative „Kulturchallenge: Künstler engagieren sich“ durch den Bundespräsidenten Frank-Walter Steinmeier im Schloss Bellevue[11]

## Werke
- Windträume. Ein modernes Märchen, Mein Buch OhG, 2002, ISBN 978-3-936128-60-4
- Windträume…eine wundersame Reise zu sich selbst, Telescope Verlag, 2010, ISBN 978-3-941139-85-5
- Sternenreiter: Kleine Sterne leuchten ewig, KoRos Nord GmbH, 2012, ISBN 978-3-9814863-1-5
- Herzensbotschaften für das Jahr, Aphorismen und Essays, KoRos Nord GmbH, 2012, ISBN 978-3-9814863-0-8
- Traumflieger: Lena schreibt Briefe an Gott, KoRos Nord GmbH, 2015, ISBN 978-3-9814863-2-2
- Die Chroniken der Windträume: Die Saga von einer wundersamen Reise zu sich selbst, KoRos Nord GmbH, 2016, ISBN 978-3-945908-07-5
- Im Himmel gibt es einen Bahnhof, KoRos Nord GmbH, 2019, ISBN 978-3-945908-15-0
- Odo, als Co-Autor von Dayan Kodua, Gratitude Verlag, 2019, ISBN 978-3-9820768-0-5
- Die Weisheit des Regenbogens: Wegweiser des Herzens, KoRos Nord GmbH, 2020, ISBN 978-3-945908-21-1
- Bilder, die ich dir aus Worten male, KoRos Nord GmbH, 2020, ISBN 978-3-945908-42-6
- Leuchtturm voller Gedanken, KoRos Nord GmbH, 2021, ISBN 978-3-945908-48-8
- Ein Sternenzauber leuchtender Briefe, KoRos Nord GmbH, 2021, ISBN 978-3-945908-50-1
- Im Himmel gibt es einen Bahnhof – Dort, wo Liebe niemals endet, Giger Verlag, 2022, ISBN 978-3-03933-069-0
- Sternenreiter – Kleine Sterne leuchten ewig, Band 1 Giger Verlag, 2023, ISBN 978-3-03933-057-7
- Sternenreiter – Wie ein Licht in dunkler Nacht, Band 2, Giger Verlag, 2023, ISBN 978-3-03933-058-4
- Sternenreiter – Grusskartenbuch, Giger Verlag, 2023, ISBN 978-3-03933-065-2
- Der Poet des Meeres: Die Melodie der Hoffnung, Kampenwand Verlag, 2024, ISBN 978-3-98660-190-4

## Hörbücher
- 2010: Windträume…eine wundersame Reise zu sich selbst, Telescope Verlag, gelesen von Radost Bokel, ISBN 978-3-941139-90-9
- 2012: Sternenreiter: Kleine Sterne leuchten ewig, KoRos Nord GmbH, gelesen von Jando, ISBN 978-3-9814863-4-6
- 2015: Traumflieger: Lena schreibt Briefe an Gott, KoRos Nord GmbH, gelesen von Christopher Groß, ISBN 978-3-945908-02-0
- 2018: Die Chroniken der Windträume: Die Saga von einer wundersamen Reise zu sich selbst, KoRos Nord GmbH, gelesen von Christopher Groß und Engelbert von Nordhausen

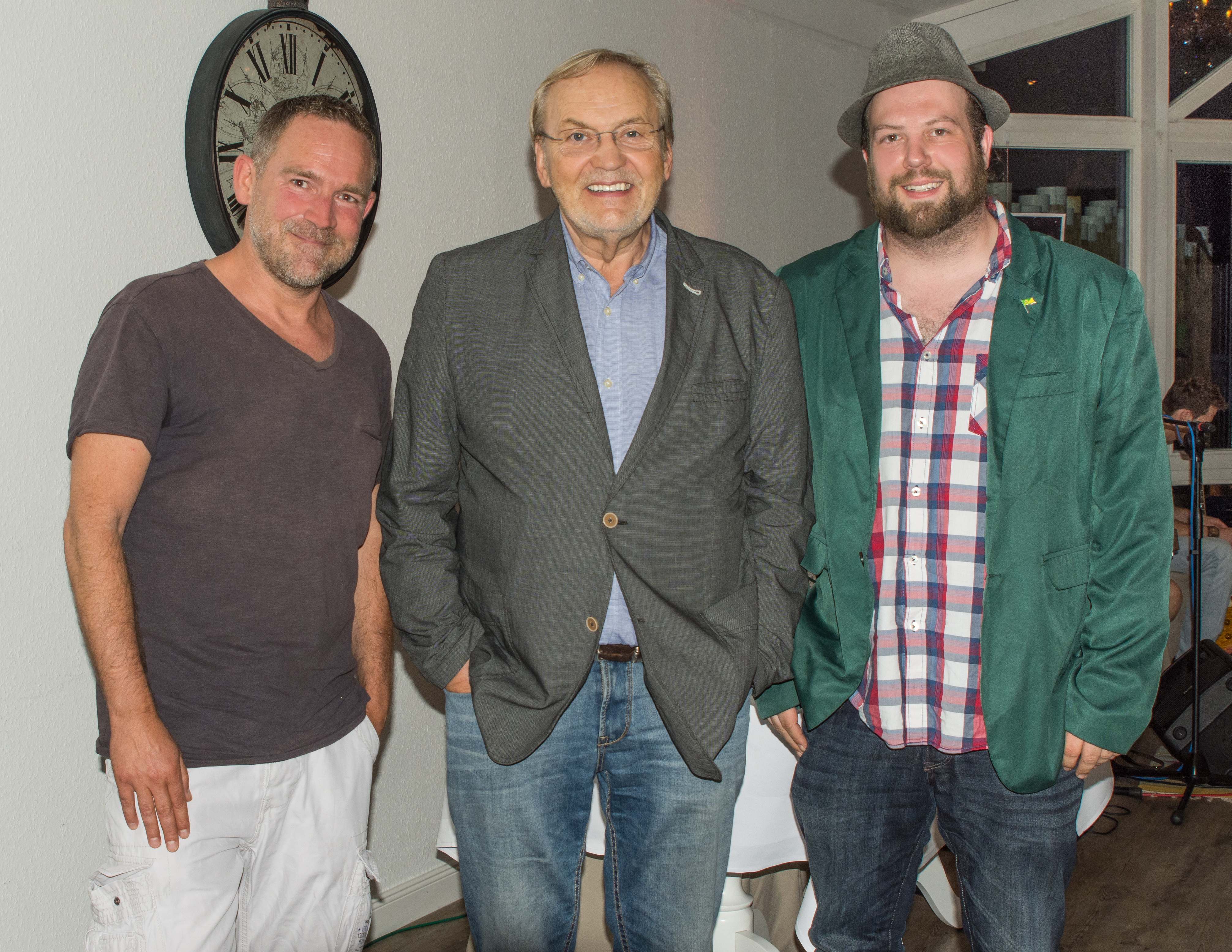
Premierenfeier des Hörbuches „Die Chroniken der Windträume“

- 2019: Im Himmel gibt es einen Bahnhof, KoRos Nord GmbH, gelesen von Christopher Groß und Ines Nieri, ISBN 978-3-945908-18-1
- 2021: Die Weisheit des Regenbogens, KoRos Nord GmbH, gelesen von Christopher Groß, Sina Zadra und Felix Troff, ISBN 978-3-945908-45-7